# Število
Števílo je poleg množice in funkcije eden najpomembnejših matematičnih pojmov, s katerim se opisuje množino.
V vsakdanji rabi so najbolj znana naravna števila {1, 2, 3, 4, 5, 6, 7, 8, 9, 10, ...}, s katerimi štejemo. Skupnost vseh naravnih števil določa množico, ki se jo običajno označuje z N. Če se k tej množici pridruži še negativna števila in število 0, se dobi množico celih števil Z. Količniki celih števil so racionalna števila ali ulomki, katerih množico se označi s Q. Če se vključi še vse neskončne in neponavljajoče decimalne zapise števil, se dobimo realna števila R. Tista realna števila, ki niso racionalna, so iracionalna. Realna števila se lahko naprej razširijo še na kompleksna števila C, s katerimi se lahko reši vse algebrske enačbe. Vse rešitve algebrskih enačb, katerih koeficienti so kompleksna števila, so spet kompleksna števila. Vsaka omenjena množica je podmnožica naslednje:
{\displaystyle \mathbb {N} \subset \mathbb {Z} \subset \mathbb {Q} \subset \mathbb {R} \subset \mathbb {C} \subset \mathbb {H} \!\,.}
Števila je treba od številk, ki so posebni znaki za predstavitev števil. Zapis števil kot niz števk obravnavajo številski sistemi.

## Zgodovina

### Številke
Števila je treba razlikovati od številk, simbolov, ki predstavljajo števila. Egipčani so izumili prvi šifrirani številski sistem, Grki pa so svoje številčenje preslikali na jonsko in dorsko abecedo. Rimske številke, sistem, ki je uporabljal kombinacije črk iz rimske abecede, so ostale prevladujoče v Evropi do razširitve indijsko-arabskega številskega sistema okoli poznega 14. stoletja. Indijsko-arabski številski sistem ostaja najpogosteje uporabljeni sistem za predstavitev številke v današnjem svetu. Ključ do učinkovitosti sistema je bil simbol za nič, ki so ga razvili starodavni indijski matematiki okoli leta 500 n.št.

### Prva uporaba števil
Na kosteh in drugih artefaktih so odkrili izrezane oznake, za katere mnogi verjamejo, da naj pomenile neke vrste štetja. Ti številski znaki so bili morda uporabljeni za štetje pretečenega časa, na primer število dni, lunarnih ciklov ali vodenje evidenc o količinah, na primer živali.
Ti znaki ne poznajo pojma vrednosti pozicije (kot v sodobnem desetiškem zapisu), kar omejuje njegovo predstavitev velikih števil. Kljub temu takšni sistemi štetja veljajo za prvo vrsto abstraktnega številskega sistema.
Prvi znani sistem z vrednostjo pozicije je bil mezopotamski šestdesetiški sistem (ok. 3400 pr. n. št). Najstarejši znani desetiški sistem pa sega v leto 3100 pr. n. št v Egiptu.

### Nič
Prva znana dokumentirana uporaba števila nič sega v 628 n.št. Pojavila se je v Brāhmasphuṭasiddhānti, glavnem delu indijskega matematika Brahmagupte. 0 je obravnaval kot število in opisal operacije, ki ničlo vključujejo, vključno z deljenjem. Do tedaj (7. stoletje) je koncept očitno dosegel Kambodžo kot kmerske številke, dokumentacija pa kaže, da se je zamisel kasneje razširila na Kitajsko in v islamski svet.
Brahmaguptova Brāhmasphuṭasiddhānta je prva knjiga, ki omenja nič kot število, zato se ga običajno šteje za prvega, ki je oblikoval pojem nič. Podal je pravila uporabe ničle z negativnimi in pozitivnimi števili, na primer »nič plus pozitivno število je pozitivno število, negativno število plus nič pa negativno število.« Brāhmasphuṭasiddhānta je najstarejše znano besedilo, ki nič obravnava kot samostojno število. 
Uporabo 0 kot števila je treba razlikovati od njegove uporabe pomožnega znaka v mestnem zapisu števil (vrednost vsake števke v številu je odvisna od mesta te števke v številu). Veliko starodavnih besedil je uporabljalo 0. Babilonci so 0 uporabljali le kot pomožni znak (3. stoletje), prav tako Maji (1. stoletje).
Pred Brahmagupto so ničlo uporabljali tudi drugi, toda dokumentacija ni tako popolna, kot je v Brāhmasphuṭasiddhānti.
Zapisi kažejo, da stari Grki niso bili prepričani o statusu 0 kot številu: spraševali so se »kako je lahko 'nič' nekaj?«. To je vodilo do zanimivih filozofskih in, do srednjeveškega obdobja, verskih argumentov o naravi in obstoju 0 in vakuumu. Paradoksi Zenona iz Eleje so deloma odvisni od nezanesljive interpretacije 0. (Stari Grki so se celo spraševali, če je 1 število.)
Izumrli Olmeki v južno-osrednji Mehiki so v Novem svetu začeli uporabljati simbol za ničlo (simbol školjke) verjetno v 4. stoletju pr. n. št., vsekakor pa do leta 40. pr. n. št., ko je postal sestavni del majevskih števil in njihovega koledarja. Aritmetika Majev uporablja osnovo 4 in osnovo 5, majevski sistem je bil dvajsetiški ali vigezimalni; uporabljali so namreč dvajset števk (od 0 do 19), mestne vrednosti števil pa so bile potence števila 20, naraščajoče od spodaj navzgor, kajti Maji so običajno pisali v kolonah, od zgoraj navzdol in od leve proti desni. To jim je omogočalo zapisati zelo velika števila, kar je prišlo prav pri obvladovanju astronomije in koledarja. George I. Sánchez je leta 1961 poročal o osnovi 4 in 5.
Do leta 130 je Ptolomaj, pod vplivom Hiparha in Babiloncev, uporabljal simbol za 0 (majhen krog z nadpisano črto) v šesdesetiškem številskem sistemu, ki je sicer uporabljal abecedne grške številke. V poznejših bizantinskih rokopisih njegove Syntaxis Mathematica (Almagest) se je helenistična ničla prelevila v grško črko omikron (drugače ta črka pomeni 70).
Prava ničla je bila uporabljena tudi v tabelah skupaj z rimskimi številkami do leta 525 (prva znana uporaba Dionizija Exiguusa), vendar kot beseda, nulla pomeni nič, in ne kot le simbol. Ko pri deljenju pride do ostanka 0, so uporabili nihil, kar prav tako pomeni nič. 

### Negativna števila
Abstraktni koncept negativnih števil je bil na Kitajskem poznan že v letih 100–50 pr. n. št.

### Racionalna števila
Verjetno je, da koncept delnih števil izvira iz prazgodovine. Stari Egipčani so za racionalna števila v matematičnih besedilih uporabljali svoj egipčanski ulomek, kot sta Rhindov matematični papirus in Kahunov papirus. Klasični grški in indijski matematiki so preučevali teorijo racionalnih števil v okviru študije teorije števil. Najbolj znan med njimi so Evklidovi Elementi, stari približno 300 let pr. n. št. Od indijskih besedil je najpomembnejša Sthananga Sutra, ki zajema tudi teorijo števil kot del splošne študije matematike.

### Iracionalna števila
Najstarejša znana uporaba iracionalnih števil je bila v indijskih Sulba sultrah, napisanihmed 800 in 500 pr. n. št. Prvi dokazi o obstoju iracionalnih števil se običajno pripisujejo Pitagori, natančneje pitagorejcu Hipasu, ki je dokazal (najverjetneje geometrične) iracionalnost kvadratnega korena števila 2. 

## Osnovna razvrstitev
Števila se lahko razvrsti v množice, imenovane številski sistemi, kot so naravna in realna števila. Glavne kategorije števil so:
| {\displaystyle \mathbb {N} } | naravno    | 0, 1, 2, 3, 4, 5, ... ali 1, 2, 3, 4, 5, ... Uporablja se lahko {\displaystyle \mathbb {N} _{0}} ali {\displaystyle \mathbb {N} _{1}}. |
| {\displaystyle \mathbb {Z} } | celo       | ..., −5, −4, −3, −2, −1, 0, 1, 2, 3, 4, 5, ...                                                                                         |
| {\displaystyle \mathbb {Q} } | racionalno | ⁠a/b⁠ kjer sta a in b celi števili in b ni enak 0                                                                                        |
| {\displaystyle \mathbb {R} } | realno     | Meja konvergentnega zaporedja racionalnih števil                                                                                       |
| {\displaystyle \mathbb {C} } | kompleksno | a + bi kjer sta a in b realni števili, i je kvadratni koren od −1                                                                      |

### Naravna števila
Najbolj običajna števila so naravna števila: 1, 2, 3 itd. Tradicionalno se je zaporedje naravnih števil začelo z 1 (0 pri starih Grkih sploh ni veljalo za število). Vendar pa so v 19. stoletju teoretiki množic in drugi matematik začeli vključevati 0 (kardinalnost prazne množice, tj. 0 elementov, kjer je 0 torej najmanjše kardinalno število) v množici naravnih števil. Sedaj matematiki uporabljajo ta izraz za opis obeh množic, z 0 ali brez. Matematični simbol za množico vseh naravnih števil je N, zapisan tudi z {\displaystyle \mathbb {N} }, včasih {\displaystyle \mathbb {N} _{0}} ali {\displaystyle \mathbb {N} _{1}} ko je treba navesti, ali naj se množica začne z 0 oziroma 1.
V desetiškem številskem sistemu, ki je sedaj skoraj univerzalen za matematične operacije, so simboli za naravna števila zapisani z desetimi števkami : 0, 1, 2, 3, 4, 5, 6, 7, 8 in 9. Osnova je število unikatnih števk, vključno z ničlo, ki jih številski sistem uporablja za predstavitev števil (za desetiški sistem je osnova 10). V tej osnovi 10, ima skrajna desna števka naravnega števila mesto vrednosti 1, vsaka naslednja števka pa ima vrednost desetkrat večjo od mesta vrednosti števke na desni.
V teoriji množic, ki lahko deluje kot aksiomatski temelj sodobne matematike, se naravna števila lahko predstavijo z razredi enakovrednih množic. Na primer število 3 se lahko predstavi kot razred vseh množic, ki imajo natanko tri elemente. V Peanovi aritmetiki je število 3 predstavljeno kot sss0, kjer je s operacija »naslednik« (tj. 3 je tretji naslednik od 0).

### Cela števila
Negativno število je opredeljeno kot število, ki se sešteje v 0, ko se mu prišteje nasprotno pozitivno število. Negativna števila so običajno napisana z negativnim predznakom (znak minus). Npr. negativno od 7 je napisano −7 in 7 + (−7) = 0. Ko je množica negativnih števil kombinirana z množico naravnih števil (vključno z 0), je rezultat definiran kot množica celih števil, Z zapisano tudi kot {\displaystyle \mathbb {Z} } . Črka Z prihaja iz nemške Zahl 'številka'. Množica celih števil tvori kolobar z operacijami seštevanja in množenja.
Naravna števila tvorijo podmnožico celih števil. Ker ne obstaja skupni standard za vključitev ali nevključitev ničle med naravna števila, se naravna števila brez ničle običajno imenujejo pozitivna cela števila, naravna števila z ničlo pa nenegativna cela števila.

### Racionalna števila
Racionalno število je število, ki se ga lahko izrazi kot ulomek s celoštevilskim števcem in pozitivnim celoštevilskim imenovalcem. Negativni imenovalci so dovoljeni, vendar se jih običajno izogiba. Ulomki so zapisani kot dve celi števili, števec in imenovalec, z ločilno črto med njima. Ulomek ⁠m/n⁠ se zapiše v obliki količnika (kvocienta): m določa število delov celote, n pove na koliko delov je razdeljena celota. Dva različna ulomka lahko ustrezata istemu racionalnemu številu; na primer ⁠1/2⁠ ⁠2/4⁠ sta enaka, tako da je:
{\displaystyle {\frac {1}{2}}={\frac {2}{4}}\!\,.}
Na splošno,
{\displaystyle {\frac {a}{b}}={\frac {c}{d}}} le tedaj, ko je {\displaystyle {a\times d}={c\times b}\!\,.}
Če je absolutna vrednost m večja od n (ta naj bi bila pozitivna), je absolutna vrednost ulomka večja od 1. Ulomki so lahko večji, manjši ali enaki 1 in so lahko pozitivni, negativni ali 0. Množica vseh racionalnih števil vključuje cela števila, saj je vsako celo število lahko zapisano kot ulomek z imenovanikom 1. Na primer −7 se lahko zapiše ⁠−7/1⁠ . Simbol za racionalna števila je Q (quotient), zapisano tudi kot {\displaystyle \mathbb {Q} \!\,}.

### Realna števila
Simbol za realna števila je R, zapisan tudi kot {\displaystyle \mathbb {R} \!\,}. Množica realnih števil je množica vseh neskončnih decimalnih števil. Vsako realno število ustreza točki na številski premici. Naslednji odstavek se bo osredotočal predvsem na pozitivna realna števila. Obravnava negativnih realnih števil je glede na splošna aritmetična pravila preprosto predpona ustrezne pozitivne številke z znakom minus, npr. −123.456.
Večino realnih števil je mogoče izraziti le s približki decimalnega števila, pri katerih je decimalna vejica postavljena desno od števke z vrednostjo mesta 1. Vsaka števka desno od decimalne vejice ima vrednost, ki je ena desetina vrednosti števke na njeni levi. Na primer, 123,456 predstavlja ⁠123456/1000⁠ ali z besedami, ena stotica, dve desetici, tri enice, štiri desetinke, pet stotink, in šest tisočink. Realno število je lahko izraženo s končnim številom decimalk le, če je racionalno in je njegov imenovalec deljiv z 2 ali 5 ali obema, ker sta to praštevili od 10, osnove desetiškega sistema. Tako je na primer ena polovica 0,5, ena petina 0,2, ena desetina 0,1 in ena petdesetina 0,02. Za predstavitev drugih realnih števil kot decimalk bi bilo potrebno neskončno zaporedje števk desno od decimalne vejice. Če to neskončno zaporedje števk sledi vzorcu, se ga lahko zapiše s tremi pikami ali drugim zapisom, ki označuje ponavljajoči se vzorec. Taka decimalka se imenuje ponavljajoča se decimalka. Tako se lahko ⁠1/3⁠ zapiše kot 0,333..., s tremi pikami, ki označujejo, da se vzorec nadaljuje. Za vedno ponavljajoče se 3 (trojke) so zapisane tudi kot 0,3.
Izkazalo se je, da te ponavljajoče se decimalke (vključno s ponavljanjem ničel) natančno označujejo racionalna števila, torej so vsa racionalna števila tudi realna števila, ni pa res, da je vsako realno število racionalno. Realno število, ki ni racionalno, se imenuje iracionalno. Znano iracionalno realno število je število pi, razmerje med obsegom kroga in njegovim premerom. Ko je {\displaystyle \pi \!\,} zapisan kot:
{\displaystyle \pi =3,14159265358979\dots \!\,,}
tri pike ne pomenijo, da se decimalke ponavljajo, ampak da jim ni konca. Dokazano je, da je {\displaystyle \pi \!\,} iracionalno število. Drugo dobro znano število, ki se je izkazalo za iracionalno realno število, je
{\displaystyle {\sqrt {2}}=1,41421356237\dots \!\,,}
kvadratni koren števila 2, to je edinstveno pozitivno realno število, ki pomnoženo samo s seboj, da naravno število 2. Obema številoma so računalniško izračunali približek z bilijonom (1 bilijon = 1012 = 1.000.000.000.000) števk.
Ne samo ta dva vidnejša primera, ampak skoraj vsa realna števila so iracionalna in zato nimajo ponavljajočih se vzorcev in posledično nimajo ustreznih decimalnih števk. Uporaba natančnih vrednosti iracionalnih števil je v praksi nemogoča, zato namesto njih uporabljamo približke, iracionalno število se zaokroži na določeno število decimalk. Vse meritve so po svoji naravi približki in kadar se iracionalno število zamenja z njegovim približkom, se naredi napako. Tako 123,456 velja za približek katerega koli realnega števila, ki je večje ali enako ⁠1234555/10000⁠ in manjše kot ⁠1234565/10000⁠ (zaokroženo na 3 decimalke) ali poljubno realno število, večje ali enako ⁠123456/1000⁠ in manjše kot ⁠123457/1000⁠ (krajšanje po 3. decimalki). 

### Kompleksna števila
Če se preide na višjo stopnjo abstrakcije, se lahko realna števila razširi na kompleksna števila. Ta množica števil je zgodovinsko nastala zaradi poskusov iskanja korenov polinomov tretje in četrte stopnje. To je privedlo do izrazov, ki vključujejo kvadratne korene negativnih števil, in sčasoma do definicije novega števila: kvadratnega korena števila −1, označenega z i, simbolom, ki ga je dodelil Leonhard Euler in se imenuje imaginarna enota. Kompleksna števila so sestavljena iz vseh števil formule:
{\displaystyle \,a+bi\!\,,}
kjer sta a in b realni števili. Zaradi tega se lahko kompleksna števila predstavi kot točke v kompleksni ravnini, vektorskem prostoru dveh realnih razsežnosti. V izrazu a + bi se realno število a imenuje realna komponenta, b pa imaginarna komponenta kompleksnega števila. Če sta realna in imaginarna komponenta kompleksnega števila celi števili, se to število imenuje Gaussovo celo število. Simbol za kompleksna števila je C ali {\displaystyle \mathbb {C} \!\,}.

## Podrazredi celih števil

### Soda in liha števila
Sodo število je celo število, ki je "deljivo" s številom 2 brez ostanka; liho število je celo število, ki ni sodo. Soda števila imenujemo tudi parna števila, liha pa neparna števila. Vsako liho število n je mogoče sestaviti s formulo n = 2k + 1, kjer je k celo število. Začenši s k = 0, so prva nenegativna liha števila {1, 3, 5, 7,. . . }. Vsako sodo število m ima obliko m = 2k, kjer je k zopet celo število. Podobno so prva nenegativna soda števila {0, 2, 4, 6,. . . }.

### Praštevila
Praštevilo je celo število večje od 1, ki ni produkt dveh manjših pozitivnih celih števil. Prvih nekaj osnovnih praštevil je 2, 3, 5, 7 in 11. Ne obstaja preprosta formula, tako kot obstaja za liha in soda števila, ki bi zgenerirala praštevila. Praštevila preučujejo že več kot 2000 let in so privedla do številnih vprašanj na nekatera je bilo nekaj odgovorjenih. Proučevanje teh vprašanj spada v teorijo števil. Goldbachova domneva je zgled še vedno neodgovorjenega vprašanja: "Ali se vsako sodo število zapiše kot vsota dveh praštevil?"

### Drugi razredi celih števil
Mnoge podmnožice naravnih števil so bile predmet posebnih študij in so bile poimenovane, pogosto po prvem matematiku, ki jih je preučeval. Primer takšnih množic celih števil so Fibonaccijeva števila in popolna števila. Za več primerov glej celoštevilsko zaporedje.

## Podrazredi kompleksnih števil

### Algebrska, iracionalna in transcendentalna števila
Algebrska števila so tista, ki so rešitev polinomske enačbe s celoštevilskimi koeficienti. Realna števila, ki niso racionalna števila, se imenujejo iracionalna števila. Kompleksna števila, ki niso algebrska, se imenujejo transcendentalna števila. 

### Konstruktibilna števila
Konstruktibilna števila so števila, ki se jih lahko nariše le z ravnilom in šestilom. So tista kompleksna števila, katerih realne in imaginarne komponente je mogoče sestaviti z ravnilom in šestilom, začenši z dano enote dolžine, v končnem številu korakov.

### Izračunljivo število
Izračunljivo število, znano tudi kot rekurzivno število, je realno število. Obstaja algoritem, ki ob danem pozitivnem vhodnem številu n ustvari prvih n števk decimalk izračunljivega števila. Ekvivalentne definicije se lahko podajo z uporabo μ-rekurzivnih funkcij, Turingovih strojev ali λ-analize kot formalne predstavitve algoritmov.

## Razširitve
Nov razvoj je prinesel hiperrealna števila in surrealna števila, ki razširijo realna števila z dodajanjem neskončno majhnih in neskončno velikih števil.
Namesto poljubno neskončno dolgih decimalnih zapisov desno za decimalno vejico, ki vodijo od racionalnih do realnih števil, se lahko dopusti neskončne decimalne zapise levo od decimalne vejice, kar pripelje do p-adičnih števil.
Ordinalna števila in kardinalna števila so posplošitev naravnih števil za merjenje velikosti neskončnih množic.
Aritmetične operacije, kot sta dvočleni operaciji seštevanja in množenja, se posploši v matematični veji abstraktne algebre. S tem se dobi algebrske strukture grupo, kolobar in obseg.